# Проторакальнотропний гормон
Проторакальнотропний гормон (ПТТГ; англ. Prothoracicotropic hormone, PTTH) — нейропептид, що виробляється мозком комах і стимулює проторакальні залози личинок синтезувати гормон линяння екдизон (із групи екдистероїдів) у гемолімфу. Хімічна формула — C64H102N16O19S2.
Проторакальнотропний гормон був першим гормоном, відкритим у комах. Штефан Копец у дослідах на непарному шовкопряді Lymantria dispar (1922) і Вінсент Вігглсворт у дослідах на тріатомовому клопі Rhodnius prolixus (1934) виявили, що перев'язування голови личинки комахи може запобігти линянню або заляльковуванню ділянки тіла, яка відокремлюється від голови, якщо перев’язування було виконано на стадії розвитку до досягнення критичного віку. Після певного моменту в життєвому циклі перев’язування не мало ефекту, і обидві частини комахи линяли або заляльковувалися. Пізніше К. Вільямс показав, що імплантація конспецифічного мозку (тобто від комахи того самого виду) до прикріпленого перев’язаного черевця або до черевця в стані діапаузи призводить до линяння або заляльковування, тобто для метаморфозу, крім ПТТГ, потрібен інший компонент — попередник екдистероїду, який є продуктом проторакальної залози.
ПТТГ синтезується бічними нейросекреторними клітинами головного мозку, у ретроцеребральному комплексі corpus allatum.
ПТТГ шовкопряда має довжину 109 амінокислот, є гомодимерним пептидом, компоненти якого з'єднані дисульфідним зв'язком.
У 2017 р. М. Барбера та Д. Мартинец-Торрес ідентифікували ген, що кодує ПТТГ, у горохової тлі Acyrthosiphon pisum; він має три екзони.